# Kapnikbánya
Kapnikbánya (románul Cavnic) város Romániában, Máramaros megyében. Alsó- és Felsőkapnik egyesülése.

## Fekvése
Nagybányától 32 km-re keletre, a Partium és a történelmi Erdély határán, a Gutin-hegységben, az Öreg-Gutin 1443 m magas csúcsa alatt, egy 6 km-es völgyvonulatban fekszik.

## Nevének eredete
Nevét a Kapnik folyóról kapta, amely mellett épült. A szláv kopaonik (= az amit megástak), utótagja az ércbányászattal kapcsolatos.

## Története
Ősi bányásztelepülés, itt már a rómaiak is bányásztak.
1336-ban, Károly Róbert király korában Capnic néven említették, már ekkor község jellege volt.
Kapnikbánya már a 15. században a vidék bányászatának központja volt. 1455-ben Hunyadi János megerősítette Kapnikbánya régi szabadalmi jogait – Nagybánya és Felsőbánya szabadalmaival együtt. Az itteni bányászat és a község azonban már ebben az első időszakában is sokat szenvedett: 1460-ban a törökök lerombolták, emiatt egy időre szünetelt is itt a bányászat. 1465-ben Mátyás király ismét megerősítette a település szabadalmi jogát. A 16. század elején újból virágzásnak indult, de az erdélyi fejedelmek és a magyar király közötti bányákért folyó harc annyira tönkretette az itteni bányákat, hogy a 16. század második felére a bányaművelés már teljesen szünetelt. 1571-ben Miksa király újból elkezdte a bányák művelését, azonban azok ismét a Báthoriak kezébe kerültek. 1588-ban Báthory Zsigmond erdélyi fejedelem a bányákat bérbe adta Herberstein Feliciánnak, aki rablógazdálkodásával teljesen tönkretette azokat. Ettől kezdve a 18. század elejéig a kapniki bányák az erdélyi fejedelmekéi voltak, akik azokat állandóan bérlők útján műveltették. 1620-ban Bethlen Gábor megvonta a bérletet ifj. Herneistein Feliciántól és saját kezelésbe vette a bányákat, azonban halála után ismét haszonbérbe adták azokat. Különb gazdálkodás azonban a Rákócziak idején sem folyt itt. A vasvári béke alapján Kapnikbánya – Erdély végvidékeként – továbbra is az erdélyi fejedelmek kezén maradt, I. Apafi Mihály alatt sorsa még rosszabbra fordult, az ő halála után szünetelt is itt a bányászat 1691-től 1702-ig, mikor a bécsi kormány újra megkezdte és fellendítette itt a bányaművelést.
1706-ban a Kővárvidék ide tartozó falvainak (Kápolnok, Gyertyános és Garbonácz) lakosságát kötelességük teljesítésére szorították – bár e falvakat szerette volna elperelni a Kővárvidék ura, de ez nem sikerült neki.

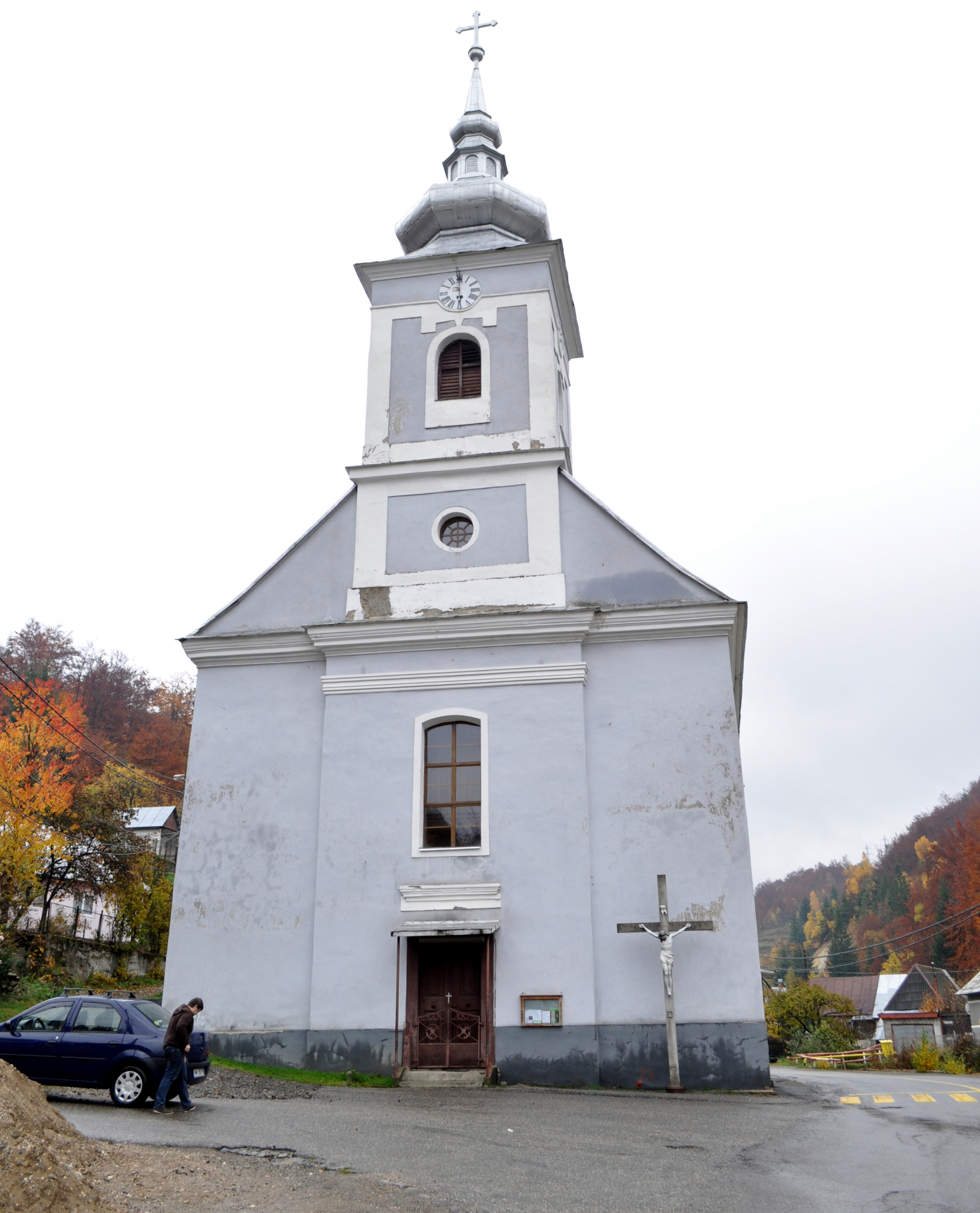
A Szent Borbála-templom

Az utolsó tatárjárás során, 1717-ben a Kapniknál benyomuló krímitatár-hadak lerombolták a települést, de ezt követően a Bagossy László vezérlete alatt álló tiszaháti nemesség csapatai szétverték őket.
1722-ben a többi bányakerületből is sok családot telepítettek ide. 1727-ben a bányavidéket a nagybányai bányaigazgatósághoz csatolták. 1753-ban Művelésbe fogták az eddig elhanyagolt altárnát is. 1761-ben bányatörvényszéket állítottak fel. 1786-ban a telepet úttal kötötték össze Felsőbányához. A 19. század első évtizedeire egy időre újra megállt itt a fejlődés, és csak 1845 után virágzott fel ismét itt a bányászat. A község és határa többnyire kamarabirtok volt.
A trianoni békeszerződésig Szatmár vármegye Magyarláposi járásához tartozott.

## Népessége
1910-ben 3517 lakosából 1864 magyar (52,99%) és 1604 román (45,60%) anyanyelvű volt.
2002-ben 5205 lakosából 4205 román (80,78%), 911 magyar (17,50%), 54 cigány (1,03%) és 35 egyéb (0,67%) nemzetiségű volt.

## A kapniki bányák
Az itteni bányáknak két aknájuk és két altárnájuk volt.
Kapnikbányát 7 km hosszúságú bányavasút kötötte össze a Felsőbányáig húzódó vasútvonallal.
A bányákhoz több zúzó és hengermű, valamint nagy kohótelep is tartozott.
A város maga két részből áll: „Alsó- és Felső Handal”-ból.
Alsókapnik volt a kincstári kohótelep, Felsőkapnikon pedig a bányaművek voltak.

## Nevezetességek

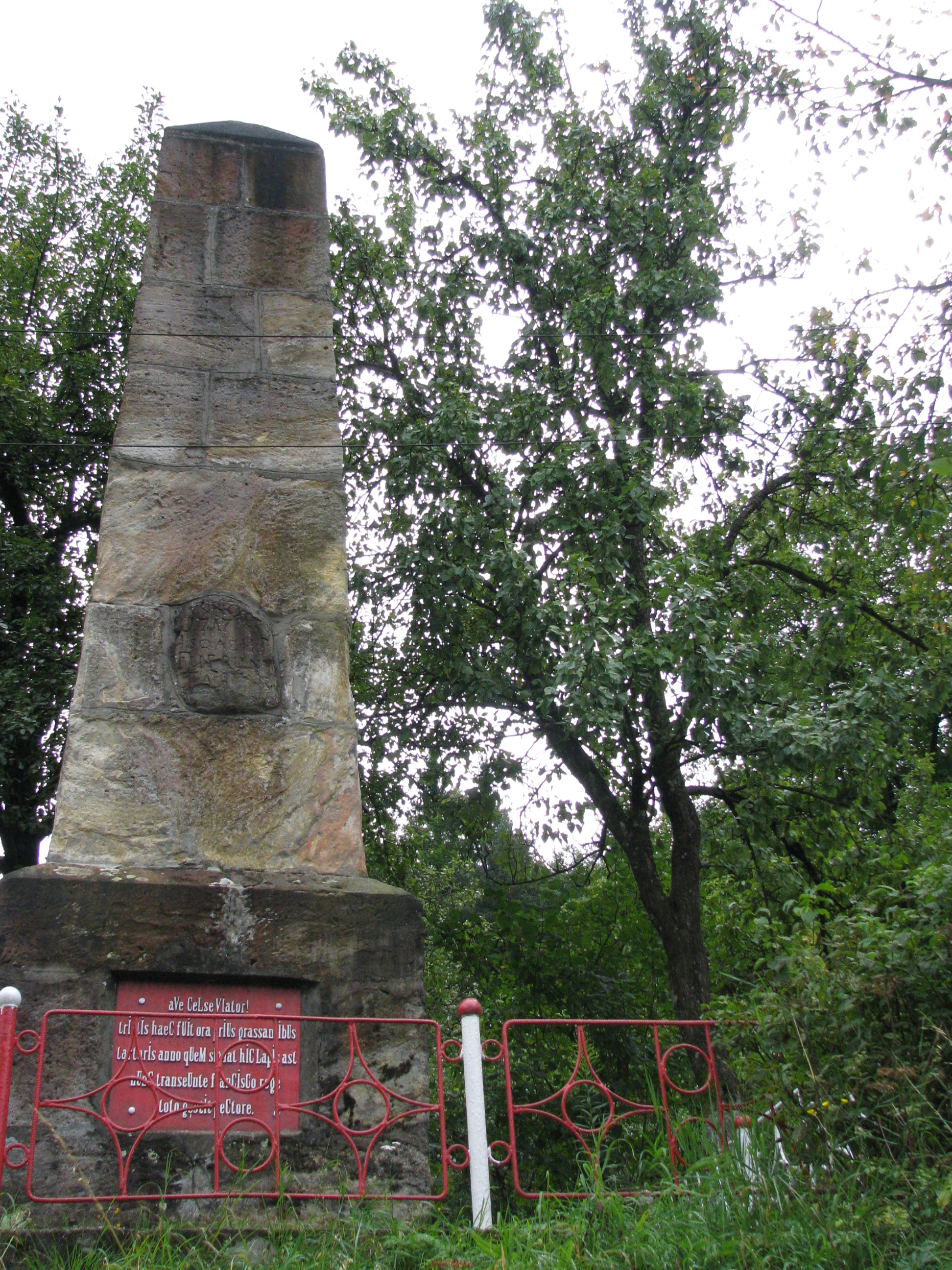
A „tatároszlop”: a tatárok fölött 1717-ben aratott győzelem emlékműve

- Az 1717-ben a benyomuló krímitatár-hadakon aratott győzelem emlékére egy 3 méter magas emlékoszlopot emeltek a következő latin felirattal: „Anno 1717. usque hic fuerunt tartari.”
- Sípálya

## Híres emberek
Helybeliek szerint itt született Born Ignác geológus 1742-ben, akinek szobra áll a katolikus plébánia udvarán.
Itt született továbbá:
- Jendrassik Jenő filozófus, egyetemi tanár, rektor 1824-ben,
- Krizsán János magyar festő 1886. január 27-én,
- Szaucsek István zeneszerző, (Amikor majd nem leszek már…) 1886. szeptember 26-án,
- Papp Simon geológus, az MTA tagja 1886. február 14-én. A múzeum épületén ma emléktábla hirdeti ezt,
- Komoróczy György történész, polonista, főlevéltáros 1909. április 14-én,
- Krupiczer Antal szobrász és kiállítóművész 1944-ben,
- Schöber Emil természettudományi szakíró 1860-ban,
- Buzás Gerő katolikus pap, író.

Egyéb híres emberek névsorát lásd: Debreczeni Z. László Gutinok című könyvében, vagy a http://kapnikbanya.uw.hu%5B%5D honlapon a „Híres emberek” link alatt.